# Gordon Jones (Schauspieler)
Gordon Wynnivo Jones (* 5. April 1912 in Alden, Iowa; † 20. Juni 1963 in Tarzana, Los Angeles, Kalifornien) war ein US-amerikanischer Schauspieler.

## Leben und Karriere
Jones galt während seiner Studienzeit an der University of California (Los Angeles) als talentierter Sportler und war unter anderem Mitglied der Football-Mannschaft seiner Universität. Womöglich aufgrund seines guten Aussehens und seines athletischen Körperbaus erhielt er ab 1931 erste, zunächst kleine Filmrollen im nahe der Universität gelegenen Hollywood. Anfangs betrachtete er die kleinen Rollen als leicht verdientes Geld, mit der Zeit bemühte er sich aber um eine ernsthaftere Karriere als Schauspieler. Ab etwa 1935 erhielt er erste im Vor- oder Abspann erwähnte Rollen, bereits 1936 hatte er einen größeren Auftritt neben Eddie Cantor in der Musikkomödie Strike Me Pink.
1937 unterschrieb Jones einen Studiovertrag bei RKO Radio Pictures, später arbeitete er als freier Schauspieler für unterschiedliche Studios (darunter auch bei den Billigstudios der Poverty Row). Zwar wurde aus ihm nie ein Filmstar, doch erhielt er zumindest in einigen B-Movies auch Hauptrollen. Seine wahrscheinlich berühmteste Hauptrolle spielte er 1940 in dem Serial The Green Hornet, durch den er der erste Filmdarsteller des titelgebenden Comichelden Green Hornet wurde. Eine exzellente Nebenrolle in einem A-Film hatte er 1942 in der Filmkomödie Meine Schwester Ellen, in der einen nicht sonderlich intelligenten, aber gutherzigen Sportler und Nachbarn der Hauptfiguren verkörperte. Ebenfalls 1942 arbeitete er bei dem Kassenschlager Unternehmen Tigersprung erstmals mit John Wayne zusammen, mit dem er in den kommenden zwanzig Jahren noch weitere Filme drehte. Kurz nach Meine Schwester Ellen wurde Jones zum Militärdienst in den Zweiten Weltkrieg eingezogen.
Als Jones nach seinem Kriegsdienst in das Filmgeschäft zurückkehrte, hatte er an Gewicht zugelegt und spielte anschließend statt Heldenfiguren vor allem Charakterrollen. In der Komödie Die Wildwest-Witwe war er 1947 als Gegenspieler des Komikerduos Abbott und Costello zu sehen, fortan übernahm er in Komödien immer wieder den Rollentyp des komisch wirkenden Schurken oder Unsympathen. So hatte er von 1952 bis 1954 in der Fernsehshow The Abbott and Costello Show eine wiederkehrende Rolle als leicht erregbarer Polizist Mike, der insbesondere Lou Costellos Figur das Leben schwer macht. Ab den 1950er-Jahren übernahm Gordon zahlreiche Fernsehauftritte in Serien wie Lassie, Am Fuß der blauen Berge, Perry Mason oder 77 Sunset Strip. Zudem übernahm er weiterhin Nebenrollen in Kinofilmen, unter anderem an der Seite von John Wayne in Das letzte Signal (1953) oder neben Tony Curtis und Janet Leigh in Urlaubsschein nach Paris (1958).  
Seine letzte Filmrolle spielte er in seinem Todesjahr in der Westernkomödie MacLintock, wo er als Mr. Douglas den bürgerlich-biederen Gegenspieler von John Waynes Hauptfigur gab. Noch vor der Premiere von MacLintock erlag Jones, der zum Zeitpunkt seines Todes geschieden war, im Alter von 51 Jahren einem Herzinfarkt. Das filmische Schaffen von Jones zwischen 1931 und 1963 umfasst mehr als 160 Film- und Fernsehproduktionen. Auf dem Hollywood Walk of Fame ist ihm seit 1960 ein Stern in der Kategorie Fernsehen gewidmet.

## Filmografie (Auswahl)
- 1931: Not Exactly Gentlemen
- 1933: The Monkey’s Paw
- 1935: Polizeiauto 99 (Car 99)
- 1935: Mädchen von heute (Red Salute)
- 1936: Strike Me Pink
- 1936: Walking on Air
- 1937: Sea Devils
- 1937: Unter falschem Namen (Forlorn River)
- 1937: The Big Shot
- 1938: Rich Man, Poor Girl
- 1938: Out West with the Hardys
- 1939: Pride of the Navy
- 1939: Invitation to Happiness
- 1939: When Tomorrow Comes
- 1940: The Green Hornet
- 1940: Hochzeit wider Willen (The Doctor Takes a Wife)
- 1941: Du gehörst zu mir (You Belong to Me)
- 1941: Zum Leben verdammt (Among the Living)
- 1942: To the Shores of Tripoli
- 1942: Ein Kuß zuviel (They All Kissed the Bride)
- 1942: Meine Schwester Ellen (My Sister Eileen)
- 1942: Unternehmen Tigersprung (Flying Tigers)
- 1944: Buffalo Bill, der weiße Indianer (Buffalo Bill)
- 1944: Youth Runs Wild
- 1947: Das Doppelleben des Herrn Mitty (The Secret Life of Walter Mitty)
- 1947: Die Wildwest-Witwe (The Wistful Widow of Wagon Gap)
- 1948: Eine auswärtige Affäre (A Foreign Affair)
- 1949: Spiel zu dritt (Take Me Out to the Ball Game)
- 1949: Der Mann, der zu Weihnachten kam (Mr. Soft Touch)
- 1949: Tokio-Joe (Tokyo Joe)
- 1950: Belle of Old Mexico
- 1952: Happy-End … und was kommt dann? (The Marrying Kind)
- 1952: Marihuana (Big Jim McLain)
- 1952–1954: The Abbott and Costello Show (Fernsehserie, 33 Folgen)
- 1953: Am Tode vorbei (Woman They Almost Lynched)
- 1953: Das letzte Signal (Island in the Sky)
- 1953: Sprung auf, marsch, marsch! (Take the High Ground!)
- 1953–1954: Meet Mr. McNutley (Fernsehserie, 21 Folgen)
- 1953–1963: Im Wilden Westen (Death Valley Days, Fernsehserie, 3 Folgen)
- 1954: Lassie (Fernsehserie, Folge 1x15)
- 1955: Tal ohne Gesetz (Treasure of Ruby Hills)
- 1955: Rauchsignale (Smoke Signal)
- 1955: So This Is Hollywood (Fernsehserie, 24 Folgen)
- 1956: Fury (Fernsehserie, Folge 1x24)
- 1956: Cheyenne (Fernsehserie, Folge 1x15)
- 1957: Schußbereit (Shoot-Out at Medicine Bend)
- 1957: Alarm für Sperrzone 7 (The Monster That Challenged the World)
- 1957/1959: Sugarfoot (Fernsehserie, 2 Folgen)
- 1957–1959: The Adventures of Ozzie and Harriet (Fernsehserie, 14 Folgen)
- 1958: Urlaubsschein nach Paris (The Perfect Furlough)
- 1958/1959: Richard Diamond, Private Detective (Fernsehserie, 2 Folgen)
- 1959: Der unheimliche Zotti (The Shaggy Dog)
- 1959: Den Letzten beißen die Hunde (Battle Flame)
- 1959: Der Fischer von Galiläa (The Big Fisherman)
- 1959: Am Fuß der blauen Berge (Laramie, Fernsehserie, Folge 1x01)
- 1959: Schlacht im Korallenmeer (Battle of the Coral Sea)
- 1959/1961: Westlich von Santa Fé (The Rifleman, Fernsehserie, 2 Folgen)
- 1959/1962: Maverick (Fernsehserie, 2 Folgen)
- 1960: J.D., der Killer (The Rise and Fall of Legs Diamond)
- 1961: Hawaiian Eye (Fernsehserie, Folge 2x21)
- 1961: Perry Mason (Fernsehserie, Folge 4x18 Der Fall mit der zornigen Leiche)
- 1961: Der fliegende Pauker (The Absent-Minded Professor)
- 1961: Robur, der Herr der sieben Kontinente (Master of the World)
- 1961: Dennis, Geschichten eines Lausbuben (Dennis the Menace, Fernsehserie, Folge 3x09)
- 1961: Ente gut – Alles gut! (Everything’s Ducky)
- 1961/1963: 77 Sunset Strip (Fernsehserie, 2 Folgen)
- 1962: Sprung aus den Wolken (Ripcord, Fernsehserie, Folge 2x02)
- 1962: Der Pauker kann’s nicht lassen (Son of Flubber)
- 1963: The Real McCoys (Fernsehserie, Folge 6x21)
- 1963: MacLintock (McLintock!)